# Чуканов Андрій Ігорович
Чука́нов Андрі́й І́горович — старший викладач НАДПСУ.

## Нагороди
- орден За мужність ІІІ ступеня (22.1.2015).